# Heinrich Boie

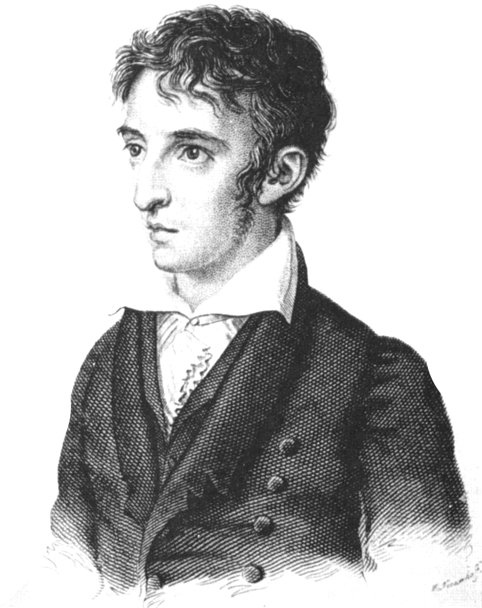
Heinrich Boie

Heinrich Boie (* 4. Mai 1794 in Meldorf, Schleswig-Holstein; † 4. September 1827 in Buitenzorg, heute Bogor, Indonesien) war ein deutscher Zoologe.

## Leben und Wirken

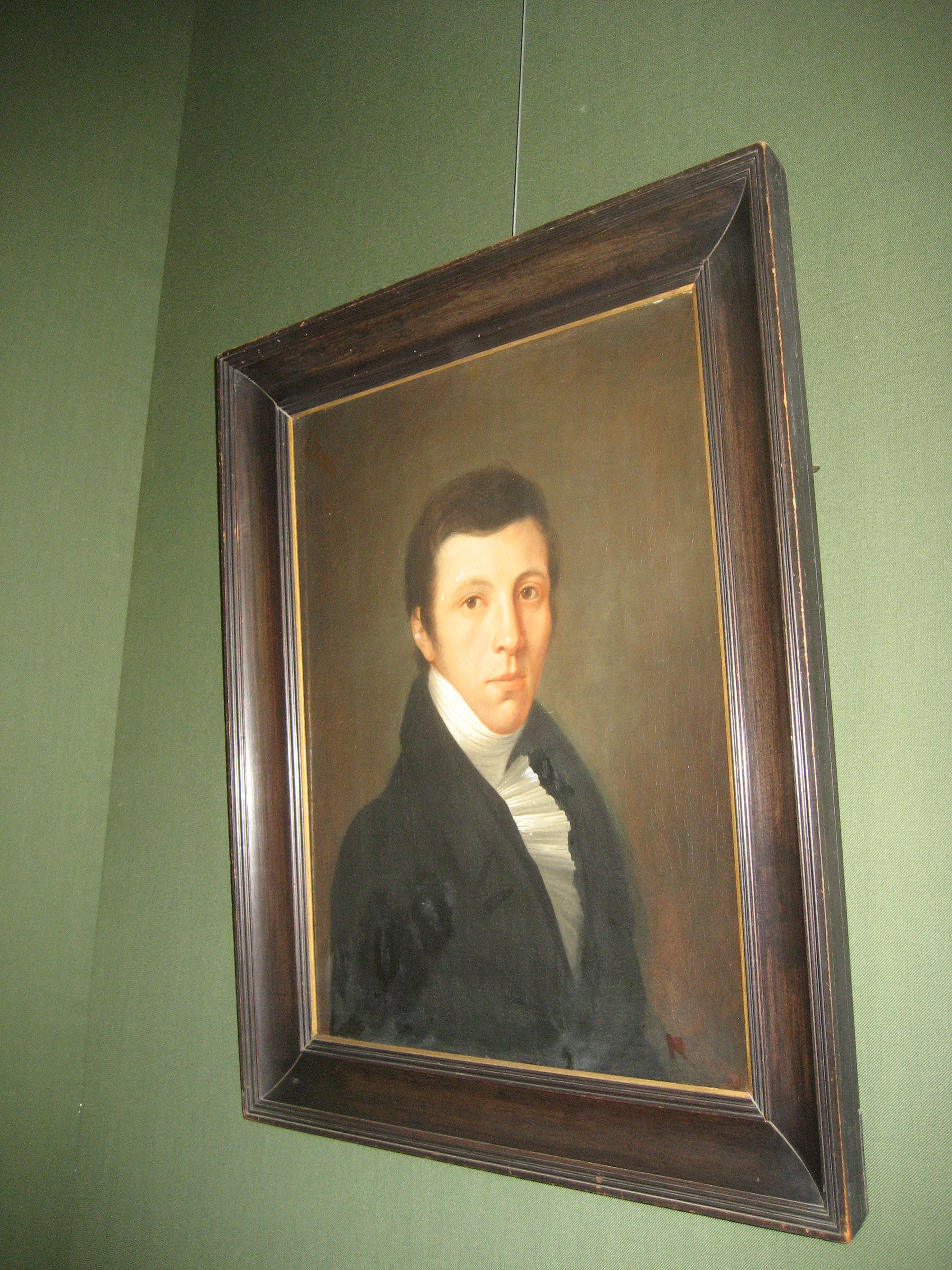
Heinrich Boie

Boie, ein Sohn des Schriftstellers Heinrich Christian Boie (1744–1806), begann zunächst Jura in Kiel und Göttingen zu studieren. Angeregt durch die Vorlesungen von Johann Friedrich Blumenbach in Göttingen und später von Friedrich Tiedemann in Heidelberg wechselte er zur Biologie. 1821 berief ihn Coenraad Jacob Temminck als Konservator an das Naturkundemuseum Naturalis in Leiden.
Kurz nach seinem Amtsantritt begann Boie, eine Herpetologie Javas zu verfassen, wobei er sich auf Sammelstücke von Carl Reinwardt (1773–1854), Heinrich Kuhl und Johan Coenraad van Hasselt (1797–1823), alles Mitglieder der Naturkunde-Kommission von Niederländisch-Indien, stützen konnte.
Nach dem Tod von Kuhl wurde Boie auserwählt, ihn auf Java zu ersetzen. Dort starb Boie an der Tropenkrankheit Malaria.
Seine „Herpetologie“ hatte Boie zwar vor seiner Abreise bereits fertiggestellt, jedoch nicht mehr publiziert. Sie wurde 1826 von seinem Nachfolger Hermann Schlegel auszugsweise veröffentlicht. Schlegel publizierte darüber hinaus Briefe Boies, in denen er neue Arten beschrieben hatte. Heinrichs Bruder Friedrich Boie sorgte ebenfalls dafür, dass einige Artikel nach seinem Tode erschienen.

## Dedikationsnamen
Salomon Müller widmete ihm 1843 den Namen des Inselhonigfressers (Myzomela boiei) und Viverra Boiei ein Synonym für den Bänderroller. Die von Christian Ludwig Brehm 1824 benannte Art Lestris boji, heute ein Synonym für die Schmarotzerraubmöwe (Stercorarius parasiticus (Linnaeus, 1758)), wurde ihm und seinem Bruder Friedrich gewidmet. Picus boiei Wagler, 1827, ebenfalls zu seinen Ehren benannt, wird heute als Synonym für den Weißmantelspecht (Campephilus leucopogon (Valenciennes, 1826)) betrachtet. Auch wenn es keine ausdrückliche Widmung in der Originalbeschreibung gibt, ehrte ihn Carl Ludwig Doleschall 1859 in der Spinnenart Heteropoda boiei aus Java.

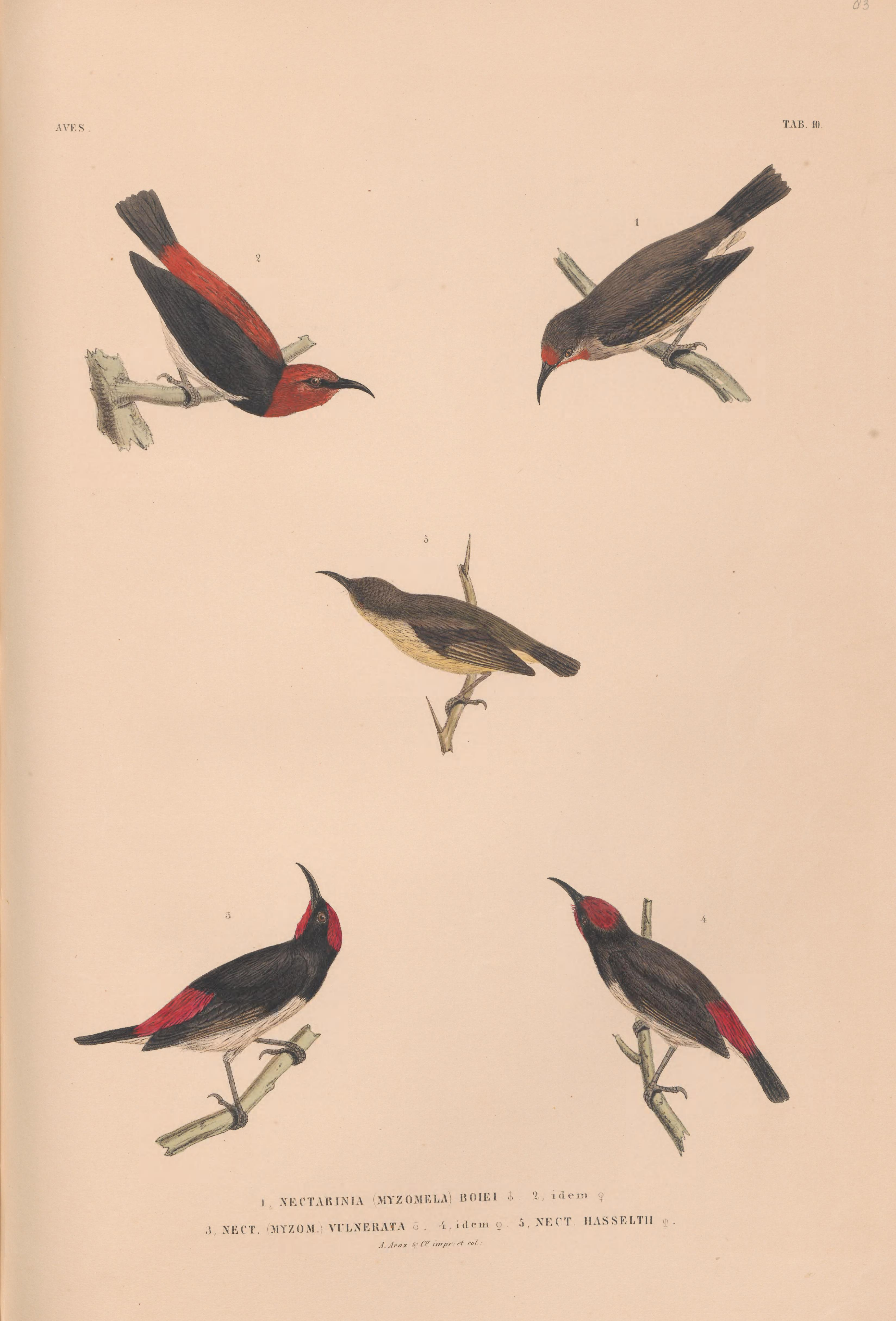
Inselhonigfressers (Myzomela boiei) Illustration zur Erstbeschreibung
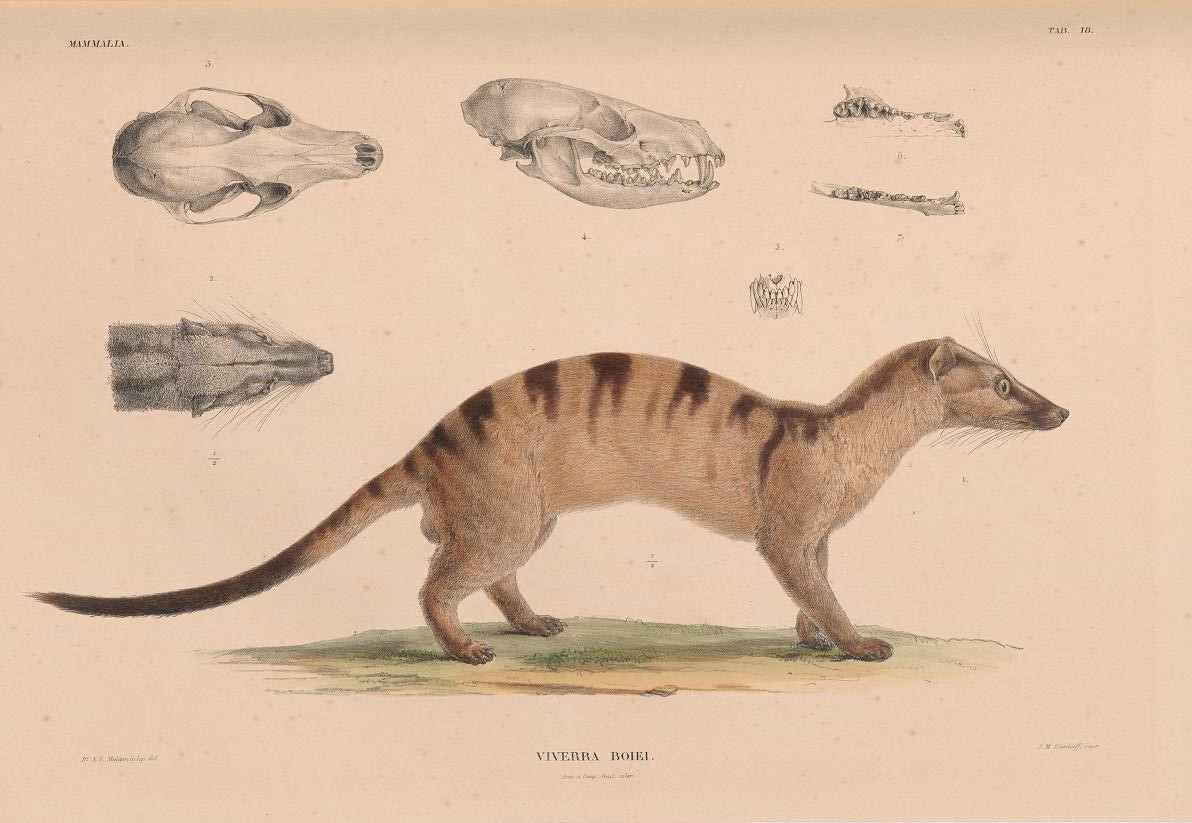
Lithographie Viverra Boiei von Aeschinus Saagmans Mulder (1804–1841) ein Synonym für den Bänderroller
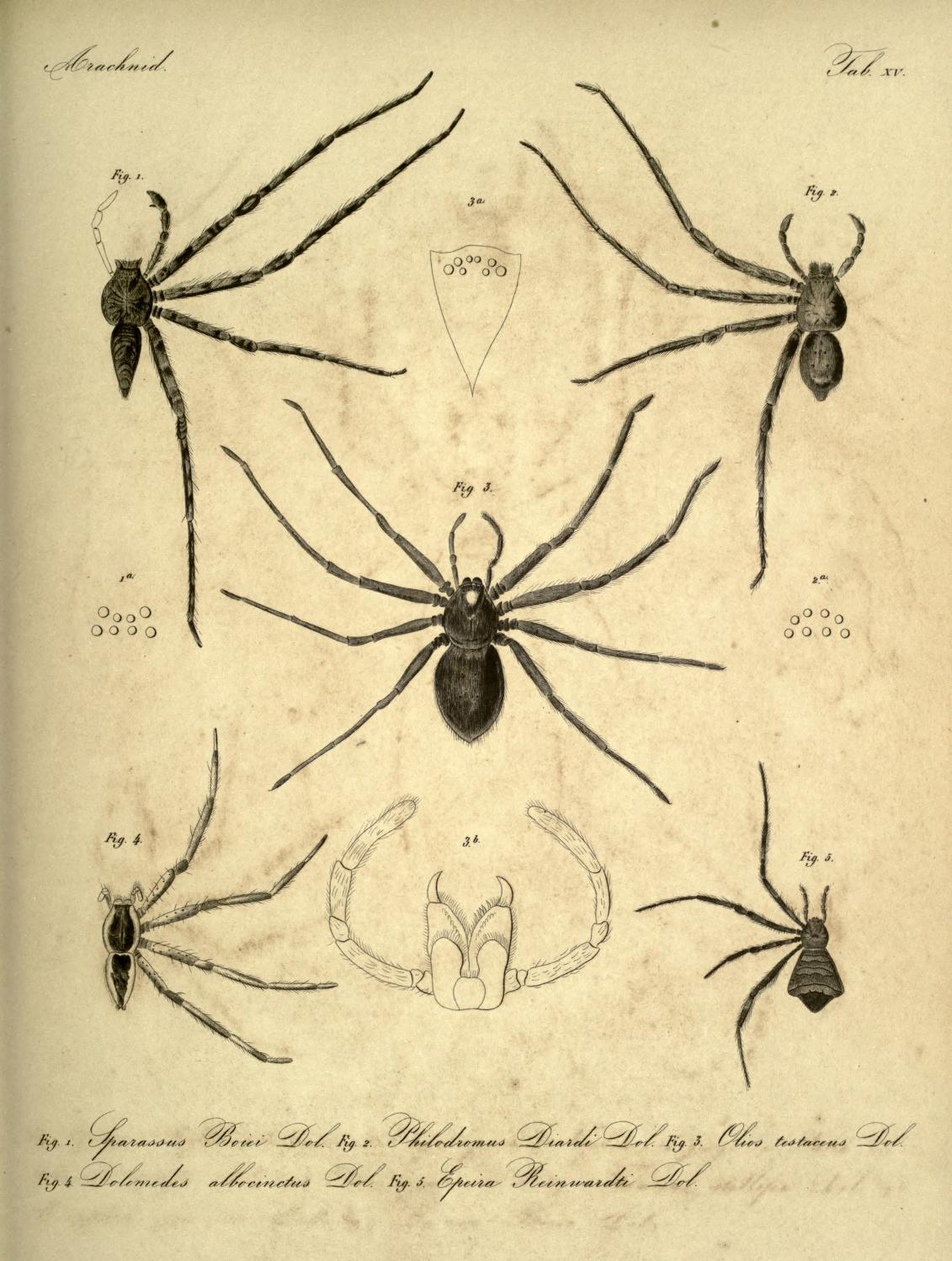
Heteropoda boiei Tafel zur Erstbeschreibung

## Publikationen (Auswahl)
- Heinrich Boie: Merkmale einiger japanischen Lurche. In: Isis von Oken. Band 19, 1826, S. 203–216 (biodiversitylibrary.org).
- Heinrich Boie in Hermann Schlegel: Notice sur l’Erpétologie de l’île de Java (Ouvrage manuscrit.). In: Bulletin des sciences naturelles et de géologie. Band 9, 1826, S. 233–240 (biodiversitylibrary.org).

## Einzelbelege
1. ↑  Salomon Müller, S. 172, Tafel 10, Figur 1 & 2.
2. ↑  Christian Ludwig Brehm, S. 991.
3. ↑  Johann Georg Wagler, S. 15.
4. ↑  Carl Ludwig Doleschall, S. 52, Tafel 15, Figur 1.

| Personendaten    | Personendaten     |
| ---------------- | ----------------- |
| NAME             | Boie, Heinrich    |
| ALTERNATIVNAMEN  | Boie, Hendrik     |
| KURZBESCHREIBUNG | deutscher Zoologe |
| GEBURTSDATUM     | 4. Mai 1794       |
| GEBURTSORT       | Meldorf           |
| STERBEDATUM      | 4. September 1827 |
| STERBEORT        | Bogor, Indonesien |